# Warżka

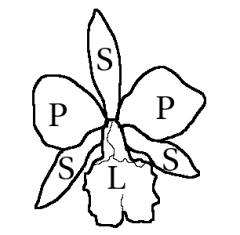
Schemat budowy okwiatu storczykowatych. Literą L oznaczona warżka

Warżka (ang., łac. labellum) – jeden z listków wewnętrznego okółka okwiatu roślin storczykowatych. W przeciwieństwie do dwóch podobnych do siebie listków bocznych tego okółka, warżka z reguły wyróżnia się odmiennym kształtem i czasem barwą (rzadko bywa podobna do listków bocznych, np. u tajęży Goodyera). Zdarza się, że jest zredukowana i niemal niewidoczna (np. w rodzaju disa Disa), jednak na ogół jest to najbardziej efektowna i rzucająca się w oczy część kwiatu.
Kształty warżek są różnorodne – mogą mieć postać prostej płytki, mogą być zwinięte trąbkowato, wywinięte na kształt wargi lub wydęte na kształt trzewika. U niektórych gatunków warżka jest dwuczłonowa, u innych trójdzielna. W tych składających się z dwóch części, część wierzchołkowa, zwykle rozszerzona i często wcinana, to epichil (zwykle ubarwiony podobnie do bocznych listków okwiatu), część dolna połączona z prętosłupem określana jest natomiast jako hypochil. Część dolna bywa zwinięta i u podstawy zaopatrzona w różnej długości, zakrzywioną ostrogę. U storczyków, u których wyróżnia się jeszcze część środkową warżki znaną jako mezochil, opisuje się w jej obrębie boczne skrzydełka (pleuridia) i płat środkowy (mesidium). Część środkowa, wskazując drogę do wnętrza kwiatu, ma często bardzo oryginalną budowę, jej brzegi bywają silnie powcinane lub falisto powyginane, opatrzona bywa w różnorodne wyrostki lub włoski. 
Warżki wydęte i działające jak pułapki na owady składają się z części nasadowej zwanej paznokciem (unquis). Otwór prowadzący do wnętrza warżki to ostium. O ile od zewnątrz warżka jest zwykle gładka i błyszcząca, to wewnątrz, zwłaszcza blisko nasady, bywa silnie owłosiona. U niektórych gatunków warżka bywa wrażliwa na dotyk, także po dotarciu do jej wnętrza owada – zamyka się i przytrzymuje go, zwiększając prawdopodobieństwo zapylenia.
Budowa warżki jest ważną cechą taksonomiczną, pomocną przy oznaczaniu gatunków roślin w rodzinie storczykowatych.

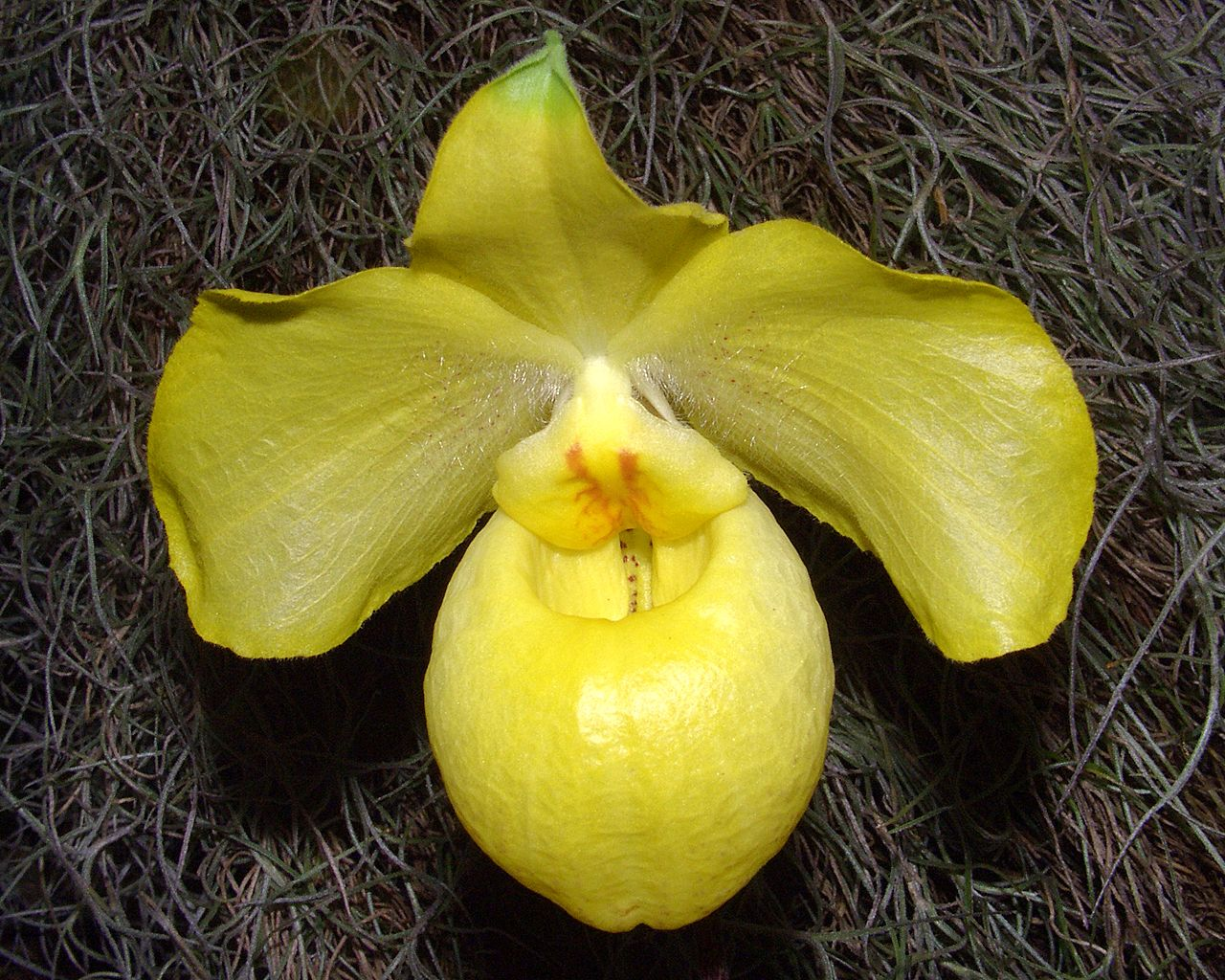
Silnie wydęta warżka Paphiopedilum armeniacum
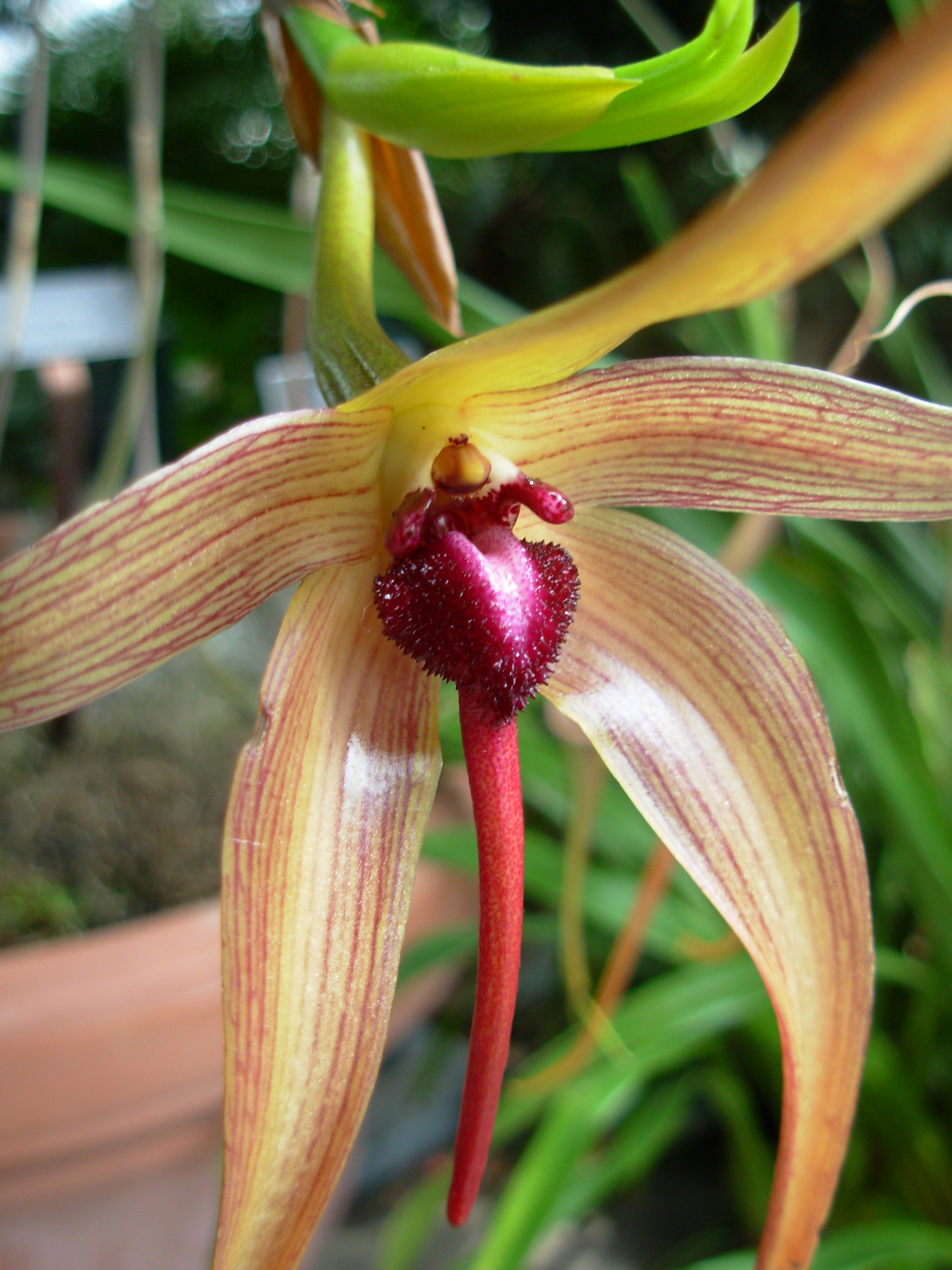
Warżka z ostrogą u Bulbophyllum echinolabium
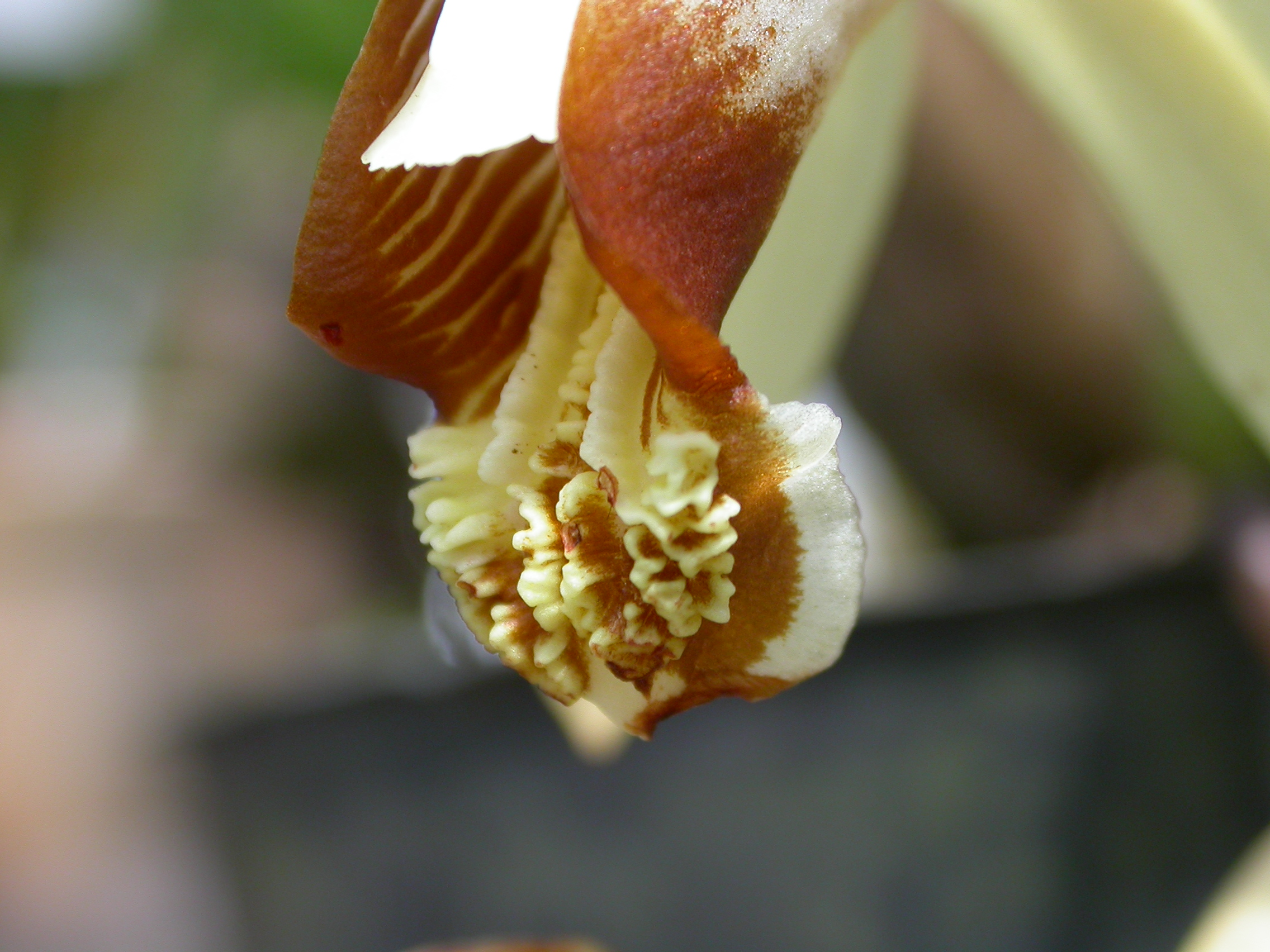
Wyrostki na powierzchni trąbkowato zwiniętej warżki u Coelogyne tomentosa